# 半生トーク
半生トーク（はんなま－）は、bayfmで放送されていたラジオ番組。放送時間は毎週金曜日26時47分頃〜26時57分。パーソナリティは、奥田絢子。

## 概要
- 2007年10月5日放送開始。26時〜放送の路上魂の後半10分ほどを短縮する形で番組がスタートした。
- パーソナリティの奥田絢子が、ささやくような抑えたトーンで赤裸々なトークが繰り広げられる。
- 女性アーティストにもかかわらず、これまで女性の間でメディア上ではタブー視されがちだった話題（過激な下ネタ）を積極的に取り上げるのが特徴。
- おもに自身の体験談をもとにした、セックス、オナニー、性癖などの過激なトークが展開されることも多い。
- 放送不可であるらしい単語は銃声で隠されて放送される。
- 下ネタだけではなく、その他厳しいイジメの体験談、過去の悲恋の思い出などテーマは多岐にわたる。
- 本人曰く、「本能むき出しのリアルな奥田絢子が聴けるラジオ」。
- ロケーション撮影が多く、その際ほとんどの回でお酒を飲みながらの放送となる。

## ED曲
『傷 / 奥田絢子』（2007年10月〜2008年6月）
『こんな僕 / 奥田絢子』（2008年7月）
『答えて / 奥田絢子』（2008年8月）
『ノン / 奥田絢子』（2008年9月）